# 長野県道211号芝平高遠線
長野県道211号芝平高遠線（ながのけんどう211ごう しびらたかとおせん）は、長野県伊那市高遠町芝平を出発し、旧長谷村を通り、高遠町東高遠に至る一般県道。

## 概要

### 路線データ
- 起点：伊那市高遠町芝平
- 終点：伊那市高遠町東高遠（国道152号交点）

## 交差する道路
- 国道152号

## 周辺
- 高遠城址公園